# Colaulus septentrionalis
Colaulus septentrionalis är en stekelart som beskrevs av Jonathan 1993. Colaulus septentrionalis ingår i släktet Colaulus och familjen brokparasitsteklar. Inga underarter finns listade i Catalogue of Life.